# Dunham-on-Trent
Dunham-on-Trent est un village et une paroisse civile anglais situé dans le comté du Nottinghamshire. En 2001, sa population était de 351 habitants.

## Source de la traduction
- (en) Cet article est partiellement ou en totalité issu de l’article de Wikipédia en anglais intitulé « Dunham-on-Trent, Nottinghamshire » (voir la liste des auteurs).